# Thorvald Friedrichsen
Thorvald Friedrichsen, född 24 september 1827 på Christianshavn, var en dansk trädgårdsmästare.
Friedrichsen, som var son till en bagarmästare, gick 1841 i trädgårdslära hos handelsträdgårdsmästare Johan August Batzke i Köpenhamn och antogs 1844 som elev vid Botanisk Have. Efter en tvåårig vistelse vid Rosenborgs slottsträdgårdar avlade han 1848 trädgårdsexamen och anställdes därefter som yngste medhjälpare vid Botanisk Have. År 1852 befordrades han till förste medhjälpare och behöll denna post tills han 1855 tillträdde tjänsten vid Glücksborgs slott. Efter dansk-tyska kriget 1864 lämnade han Sønderjylland, då han inte ville bli tysk undersåte, och anställdes 1865 som trädgårdsmästare vid Botaniska trädgården i Lund. Då han tillträdde var man i färd med flyttningen av trädgården, planerna var lagda och träden planterade i den nya trädgården. Under hans ledning gick arbetet snabbt framåt, och redan 1868 kunde den gamla trädgården avlämnas. Samma år avled emellertid trädgårdsmästare August Weilbach vid universitetets botaniska trädgård i Köpenhamn och Friedrichsen utnämndes till hans efterträdare. De erfarenheter, han hade inhämtat vid flyttningen av Botaniska trädgården i Lund, skulle snart komma till nytta, då han 1871 blev adjungerad i kommittén för den botaniska trädgårdens flyttning. Han företog även, med offentlig understöd, en resa till Tyskland, Nederländerna, Belgien och London med det särskilt syfte att göra sig bekant med botaniska trädgårdar i utlandet och speciellt växthuskonstruktioner. Flyttningen av den botaniska trädgården avslutades i juni 1874.